# ستاروولانه
ستاروولانه (به لهستانی:  Starowlany) یک روستا در لهستان است که در گمینا کوژنگتسا واقع شده‌است.